# Antioquias universitet
Universidad de Antioquia är ett universitet i Colombia.   Det ligger i Medellín, huvudorten i departementet Antioquia, i den nordvästra delen av landet, 250 km nordväst om huvudstaden Bogotá.